# 長谷八幡宮
長谷八幡宮（ながたにはちまんぐう）は、京都府京都市左京区岩倉長谷町にある神社。旧社格は村社。

## 由緒
社伝によれば、857年（天安元年）に、惟喬親王の御願で惟仁親王を祀ったとされるが、京都府愛宕郡村志に『村社創立詳(ら)かならず 口碑に天安元年惟喬親王の御願にて惟仁親王を祭りしといへど 其(の)無稽 尤も甚(だ)し 改正を要すべきなり』とあるように、詳しい由緒は不明である。昭和50年頃に仁徳天皇、昭和58年に応神天皇・比咩大神・宗像三女神・神功皇后が祭神に追加された。

## 摂末社・御旅所
摂社
- 蔭山神社 - 高皇産霊命

かつては岩倉村(大字)長谷(小字)上ノ町に鎮座していた。
- 蛭子神社 - 蛭子尊

末社
- 神明神社 - 天照大神
- 稲荷神社 - 稲荷神
- 山王神社 - 山王権現
- 春日神社 - 春日権現
- 厄神社 - 禍津日神
- 蔵王神社 - 蔵王権現
- 貴船神社 - 高龗神
- 鴨皇神社 - 賀茂大神
- 梅宮神社 - 酒解神・大若子神・小若子神・酒解子神

御旅所
- 出亀山 (岩倉三宅町)

山の形が亀が匍匐している姿に見えることからこの名がついた。